# Kuurne
Kuurne (franska: Cuerne] är en kommun i provinsen Västflandern och regionen Flandern, i i Belgien. 80 Antalet invånare är 13 000

## Bildgalleri

Spårvagn i Kuurne, okänt år
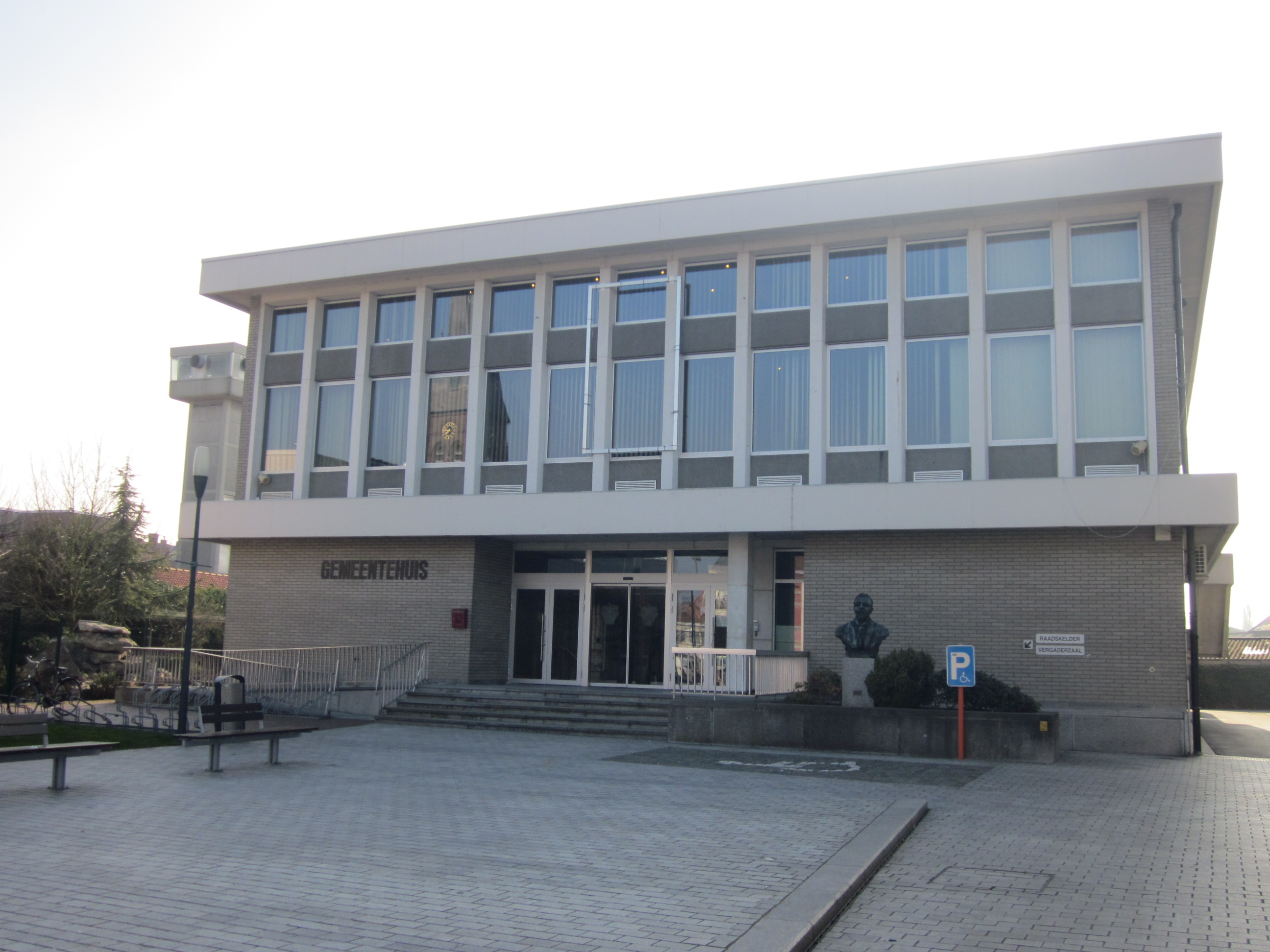
Rådhuset
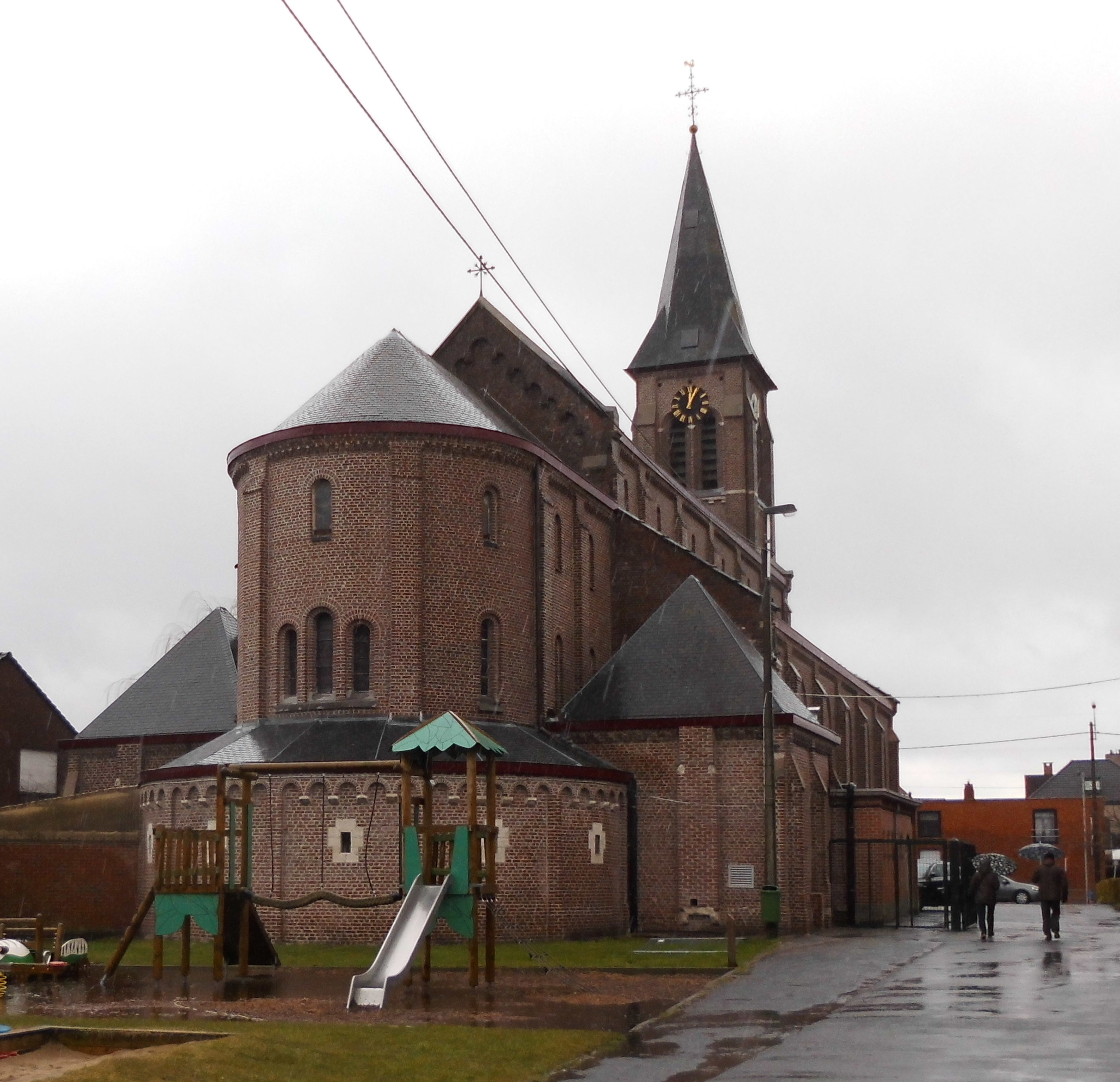
Sankt Katharinakyrkan